# Kemar Roofe
Kemar Roofe, född 6 januari 1993 i Walsall, är en engelsk-jamaicansk fotbollsspelare (anfallare). Han har tidigare spelat för bland annat Leeds United och Anderlecht.

## Klubbkarriär

### West Bromwich
Roofe inledde sin karriär i akademin hos West Bromwich. Redan i reservlaget tilldrog han sig intresse från andra klubbar i Premier League. Han skrev sitt första proffskontrakt med klubben i januari 2012. Roofe satt tidvis på bänken för a-laget, men kom dock aldrig att representera moderklubben på seniornivå. Han var utlånad till andra klubbar i flera perioder. Den 29 september 2012 gjorde han sin professionella debut då han blev inbytt för Northampton Town mot Burton Albion i engelska fjärdedivisionen League Two.

### Oxford United
I februari 2015 gick Roofe på korttidslån från West Bromwich till Oxford United, som liksom Northampton tävlade i League Two. Han gjorde sex mål på tolv matcher från start och fyra inhopp, och kort efter säsongsavslutningen, den 12 maj 2015, gjordes klubbytet permanent och Roofe skrev på ett treårskontrakt för Oxford.
Säsongen 2015/2016 blev Roofes stora genombrott. Den 10 januari 2016 gjorde han två mål när Oxford slog ut Premier League-laget Swansea ur FA-cupen med seger 3-2. Den 15 mars gjorde han sitt första hattrick mot Dagenham & Redbridge. Han gjorde fyra mål i cupen Football League Trophy och hjälpte laget till finalen på Wembley, som dock slutade i förlust 3-2 mot Barnsley. Roofe gjorde under säsongen 26 mål på 49 matcher i alla tävlingar, och utsågs i april 2016 till bäste spelare i League Two den gångna säsongen. Oxford slutade på andra plats i serien och vann därmed direktuppflyttning till League One.

### Leeds United

#### 2016/2017
Den 7 juli 2016 värvades Roofe av Championship-klubben Leeds United för 3 miljoner pund. Han skrev på ett fyraårskontrakt och fick tröja nummer 7. Roofe spelade från start i säsongspremiären den 7 augusti mot Queens Park Rangers. Han gjorde sitt första mål för Leeds den 3 december mot Aston Villa. Han spelade 42 av 46 seriematcher under sin första säsong i Leeds, varav 28 från start. Han användes ofta som ytter, och målkontot för säsongen stannade på tre mål.

#### 2017/2018
Efter att Leeds United under nye ordföranden Andrea Radrizzani och nye huvudtränaren Thomas Christiansen såväl värvat som avyttrat ett större antal spelare under sommaren 2017, var Roofe när transferfönstret stängde med augusti månads utgång den ende kvarvarande anfallaren från föregående säsong. Trots den utökade konkurrensen spelade han i sju av klubbens åtta första matcher, varav fem från start. Den 22 augusti gjorde Roofe ett hattrick mot Newport County i ligacupen, varav det tredje målet på cykelspark. Han gjorde även mål i de nästföljande två seriematcherna, mot Nottingham Forest och Burton Albion. Den 9 december 2017 gjorde Roofe ett hattrick mot Queens Park Rangers, i en bortamatch som Leeds vann med 3-1. Han spelade 39 matcher under säsonger, varav 36 i serien, och blev Leeds bäste målgörare både i ligan (11 mål) och sammanlagt (14 mål.)

#### 2018/2019
Trots att Leeds den 31 juli 2018 köpt anfallaren Patrick Bamford i sin dyraste värvning på 17 år, fick Roofe inleda säsongen 2018/2019 i startelvans centrala anfallsroll. Han blev utsedd till matchens bäste spelare i bägge de två första matcherna, som Leeds vann med sammanlagt 7-2 i målskillnad. I den andra omgången gjorde han två mål när Leeds bortabesegrade Derby County med 1-4. Med fyra mål och två assist på sex matcher i augusti 2018 blev Roofe nominerad till PFA Championship Fans' Player of the Month, men utmärkelsen gick istället till lagkamraten Pablo Hernández. Roofe vann istället EFL:s Championship Player of the Month för samma månad.
Efter att ha varit borta från spel i drygt en månad på grund av en vadskada återupptog Roofe målskyttet i tre raka matcher under slutet av oktober och början av november. Den 23 och 26 december besegrade Leeds Aston Villa respektive Blackburn med 3–2, i bägge fallen efter att ha legat under innan Roofe gjorde segermål sent på övertid. Trots att han bara gjorde två ytterligare mål under våren, bägge mot Derby County, blev Roofe med 15 mål i alla tävlingar (varav 14 ligamål) för andra året i rad Leeds Uniteds bäste målskytt. Sommaren 2019 hade Roofe endast ett år kvar på sitt kontrakt, vilket gjorde att klubben, efter vissa försök att komma överens om en förlängning, beslutade att sälja honom.

### Anderlecht
Den 6 augusti 2019 värvades Roofe av belgiska Anderlecht för 7 miljoner pund, och skrev på ett treårigt kontrakt.

### Rangers
Den 4 augusti 2020 värvades Roofe av skotska Rangers, där han skrev på ett fyraårskontrakt.